# Dværge (Tolkien)
Dværge (Engelsk: Dwarves, dværgesprog: Khazâd) er en race fra fantasy-romanerne Silmarillion, Ringenes Herre og Hobitten af den engelske forfatter J.R.R. Tolkien.
Tolkiens dværge minder om dværgene i de nordiske myter og folklore. Korte, kraftige, solide med stor forkærlighed for miner og smedekunst. De lever længere end mennesker, men har ikke elvernes evige liv. Modsat elvere og mennesker er dværgene ikke skabt af overguden Iluvatar men af valaen Aulë.
I Tolkiens første "bestseller", Hobitten, spiller dværgene en ret stor rolle da hobbitten Bilbo gennem næsten hele fortællingen rejser med en gruppe dværge. Dværgene fremstilles som alment elskværdige væsner, om end stædige.
I Tolkiens storværk Ringenes Herre spiller kun dværgen Gimli nogen rolle. Som et af medlemmerne af Ringens broderskab er han en af hovedpersonerne, men der optræder stort set ingen andre dværge i Ringenes Herre. Der er dog mange referencer til dværgene og deres kultur, specielt op til og under passagen af Moria – et forladt underjordisk rige bygget af dværge.
I det senere værk Silmarillion spiller dværgene kun en begrænset rolle, men deres skabelse er beskrevet i Silmarillion og de omtales også i forbindelse med visse af de store krige hvor de deltager på samme side som elvere og mennesker. Desuden spiller en lille gruppe Noegyth Nibin en særlig rolle.

## Dværgenes 7 huse
I Silmarillion anføres det at dværgene oprindeligt var delt i 7 klaner eller huse. Kun 3 af disse spillede imidlertid nogen rolle i Tolkiens værker.
- Durins folk – dværgene som byggede og boede i minekomplekset Moria. Adskillige af kongerne for denne klan hed Durin. Durin I grundlagde Moria. Durin III modtog en af dværgenes 7 ringe. Durin VI blev dræbt af Balroggen i Moria
- Dværgene som grundlagde Nogrod i De blå bjerge
- Dværgene som grundlagde Belegost i De blå bjerge

- Wikimedia Commons har flere filer relateret til Dværge (Tolkien)

| Fiktion | Spire Denne artikel om en historie eller noget fiktivt er en spire som bør udbygges. Du er velkommen til at hjælpe Wikipedia ved at udvide den. |